# Pisaurina dubia
Espèce
Synonymes
- Thomisus dubius Hentz, 1847
- Thomisus tenuis Hentz, 1847
- Maypacius floridanus Simon, 1898

Pisaurina dubia est une espèce d'araignées aranéomorphes de la famille des Pisauridae.

## Distribution
Cette espèce est endémique des États-Unis. Elle se rencontre en Caroline du Nord, en Géorgie, en Floride, au Mississippi, en Louisiane, en Arkansas, au Missouri, au Kansas, en Oklahoma et au Texas.

## Publication originale
- Hentz, 1847 : Descriptions and figures of the araneides of the United States. Boston Journal of Natural History, vol. 5, p. 443-478 (texte intéral).